# Ferndale (Florida)
Ferndale és una concentració de població designada pel cens dels Estats Units a l'estat de Florida. Segons el cens del 2000 tenia 233 habitants.

## Demografia
Segons el cens del 2000, Ferndale tenia 233 habitants, 83 habitatges, i 68 famílies. La densitat de població era de 33 habitants/km².
Dels 83 habitatges en un 34,9% hi vivien nens de menys de 18 anys, en un 67,5% hi vivien parelles casades, en un 10,8% dones solteres, i en un 16,9% no eren unitats familiars. En el 10,8% dels habitatges hi vivien persones soles el 6% de les quals corresponia a persones de 65 anys o més que vivien soles. El nombre mitjà de persones vivint en cada habitatge era de 2,81 i el nombre mitjà de persones que vivien en cada família era de 3,04.
Per edats la població es repartia de la següent manera: un 26,2% tenia menys de 18 anys, un 9,4% entre 18 i 24, un 28,8% entre 25 i 44, un 27% de 45 a 60 i un 8,6% 65 anys o més.
L'edat mediana era de 36 anys. Per cada 100 dones de 18 o més anys hi havia 95,5 homes.
La renda mediana per habitatge era de 54.271 $ i la renda mediana per família de 53.125 $. Els homes tenien una renda mediana de 36.750 $ mentre que les dones 25.875 $. La renda per capita de la població era de 18.206 $. Cap de les famílies estaven per davall del llindar de pobresa.

## Poblacions més properes
El següent diagrama mostra les poblacions més properes.